# Pyramidologie
La pyramidologie est l'ensemble des diverses spéculations pseudoscientifiques et des récits alternatifs concernant les pyramides, plus particulièrement la nécropole de Gizeh et sa Grande Pyramide. 

## Objet de la pyramidologie
Les interrogations pseudoarchéologiques des pyramidologues, qualifiés d'« obsédés du merveilleux » par l'égyptologue Pascal Vernus, portent souvent sur les modes de construction, mettant en doute les capacités des Égyptiens à édifier ces monuments, ainsi que sur les propriétés et les fonctions du monument. Ces théories portent également sur différentes structures monumentales, depuis les monuments mégalithiques de Stonehenge jusqu'aux statues de l'île de Pâques en passant par les murailles de Machu Picchu.
La Description de l'Égypte, compte-rendu de la campagne d'Égypte menée par Bonaparte, a fait connaître au monde occidental la richesse et la diversité de la civilisation égyptienne. Elle a permis de lever de nombreux voiles : les grandes pyramides s'avéraient être des tombeaux et les nombreuses expéditions qui suivirent confirmèrent cette analyse. Cependant, les particularités de la grande pyramide de Khéops ont amené certains auteurs à s'interroger sur des points tels que la démesure et la précision obtenues pour la grande pyramide de Khéops seraient incompatibles avec les connaissances et les moyens rudimentaires que l'on attribue communément au peuple qui l'érigea ; les faibles moyens techniques et la qualité des outils retrouvés, comparés à la complexité et à la précision de la réalisation ; ou encore les connaissances mathématiques requises.[Passage problématique]

## Thèses pyramidologiques et leurs critiques

### Thèses religieuses ou mystiques

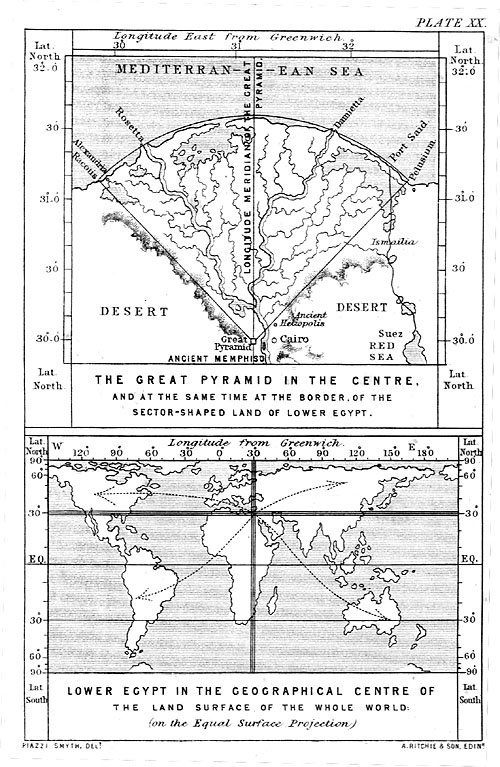
Position géographique de la grande pyramide
Selon Charles Piazzi Smyth

Des pyramidologues considèrent que les pyramides sont l'œuvre d'extraterrestres. Cela leur vaut le qualificatif de « pyramidiot » de la part de certains égyptologues. Selon la théorie des anciens astronautes, elles leur servaient de balises délimitant un couloir d'atterrissage aboutissant à une base spatiale dans le désert du Sinaï. Les spécialistes Jean-Pierre Adam et Pascal Vernus balaient ces hypothèses en déclarant que la construction des pyramides égyptiennes repose non pas sur un savoir étranger à l'espèce humaine mais bien sur les techniques de l'époque,.
Les théories pseudo-scientifiques à tendance New Age sur le pouvoir des pyramides trouvent de nombreux échos dans la littérature ésotérique. Donnant pour explication la concentration dans la pyramide d'un « champ d'ondes de forme généré par l'énergie cosmique », elles ne reposent sur aucun fondement scientifique vérifiable.

### Thèses techniques
Plusieurs auteurs du XIXe siècle ont avancé que les pyramides d'Égypte et de Nubie auraient servi de protection contre les irruptions sablonneuses du désert. Le problème à résoudre était sans doute d'arrêter les sables entraînés par les vents du désert sans les mettre à l'abri des vents opposés qui doivent les renvoyer au désert ce qui dicta la forme pyramidale de l'obstacle : le Nil, génie du bien contre le désert, génie du mal.
La « corrélation d'Orion » est une théorie proposée par certains égyptologues (comme Selim Hassan) ou archéoastronomes (comme Robert Bauval), selon laquelle il existerait une corrélation entre la position des pyramides d'Égypte et la position des étoiles, notamment entre les trois pyramides de la nécropole de Gizeh et les trois étoiles centrales de la constellation d'Orion. Si ces théories visent uniquement à démontrer que les Égyptiens de l'Antiquité auraient utilisé la position des étoiles pour choisir l'emplacement de leur pyramide, d'autres théories pseudo-scientifiques y voient un élément en faveur d'une origine atlante ou extraterrestre des pyramides d'Égypte, ou encore (Georges Vermard), comme un condensé d'une « connaissance primordiale ».
Le documentaire pseudo-scientifique et conspirationniste La Révélation des Pyramides (une fiction basée sur des recherches non publiées de Jacques Grimault, dont la méthodologie est douteuse) affirme que les pyramides de Gizeh seraient alignées avec un certain nombre d'autres sites archéologiques comme l'île de Pâques, Machu Picchu, Ollantaytambo, le chandelier de Paracas, le pays Dogon et Mohenjo-daro, reprenant en cela la théorie pseudo-scientifique de l'alignement de sites.
Selon Christopher Dunn, les anciens Égyptiens auraient eu des connaissances technologiques bien plus avancées que celles qui leur sont habituellement reconnues. La Grande Pyramide aurait été une centrale énergétique utilisant les résonances de Schumann, qui grâce à ses dimensions proportionnelles à celle de la Terre, permettait par mise en résonance acoustique, la production d'énergie vibratoire, l'utilisation de machines de découpes et d'usinage des blocs de granite par ultrasons, voire la production d'énergie piézoélectrique. Enfin, une explosion d'hydrogène à l'intérieur même de la pyramide qui aurait mis fin à son utilisation initiale, comme en témoigneraient des traces mécaniques et chimiques retrouvées dans la pyramide, et jamais expliquées par ailleurs,,. Les partisans de thèses pseudohistoriques protochronistes tels que Gims, se basant sur le récit pyramidologique d'auteurs égyptomanes, ésotériques comme Helena Blavatsky dans Isis dévoilée (en), ou sur une interprétation erronée d'une étude scientifique,, ont affirmé que les pyramides ne sont pas des tombeaux, mais une antenne électrique pour appeler les extraterrestres, voire une centrale électrique.
À la suite d'observations menées sur l'érosion des chambres et couloirs souterrains, puis grâce à des simulations à échelle réduite, certains auteurs comme John Cadman ou Edward Kunkel dans son livre Pharaoh's Pump, défendent l'hypothèse de l'utilisation de la Grande Pyramide comme d'une pompe géante du type bélier hydraulique.
Cette hypothèse a été relancée lorsqu'en février 2000, la découverte et l'exploration par des égyptologues d'un réseau de galeries, chambres et puits inondés ont été révélées par Zahi Hawass,[source insuffisante]. Néanmoins, cet égyptologue est décrié pour son manque de rigueur scientifique.

## Pouvoirs des pyramides

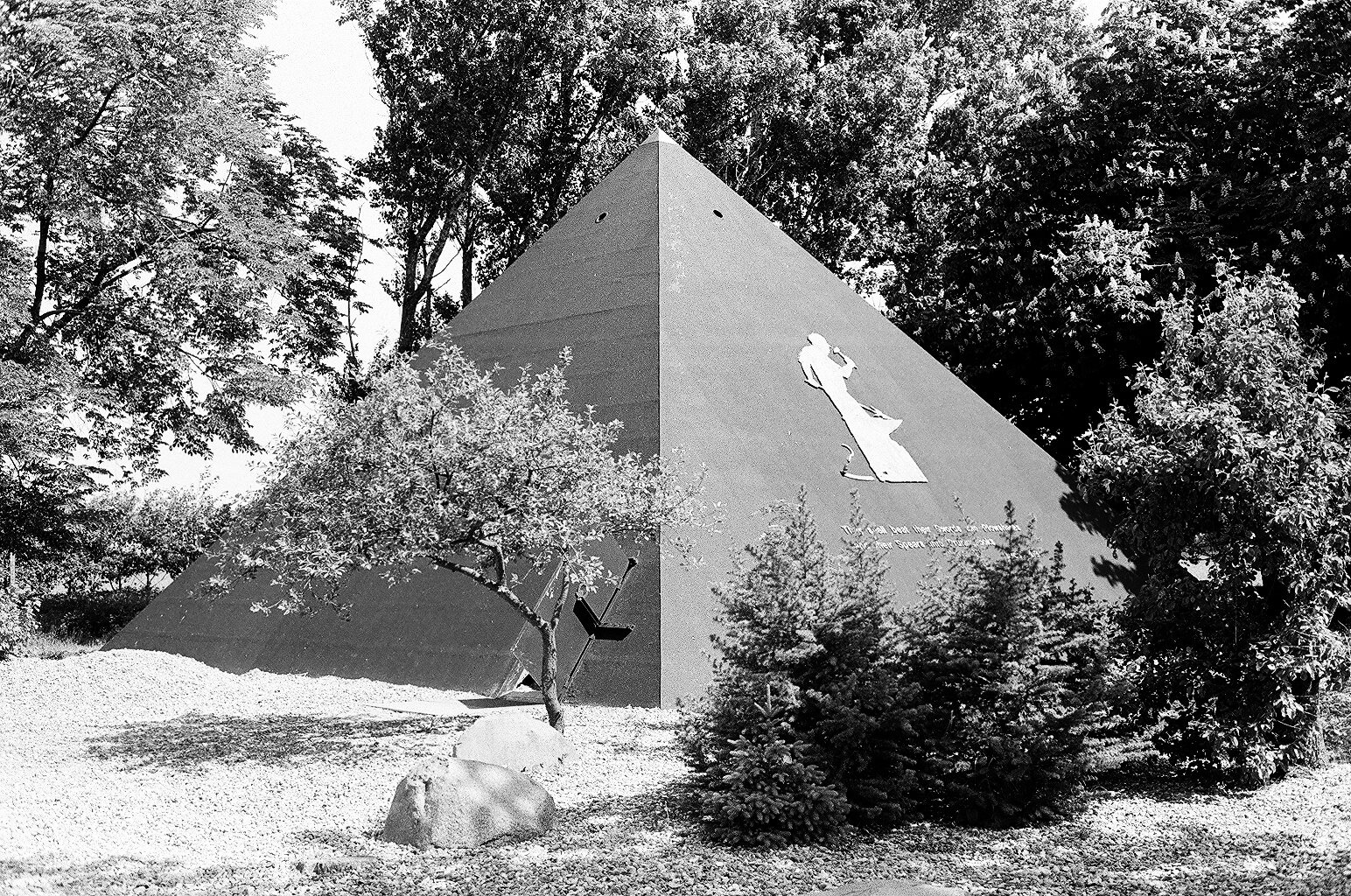
Pyramide bâtie par Borg Jensen à Sejlflod, près d'Aalborg, dans le nord du Jutland, au Danemark. Toute en acier et en béton, elle mesure 8 m de haut sur une base de 12x12 m. S'inspirant de la pyramide de Khéops, elle se veut l'illustration du concept pseudoscientifique de Pyramid Power (pouvoirs des pyramides).

Les pouvoirs des pyramides sont de prétendues propriétés surnaturelles ou paranormales des pyramides d'Égypte antiques et des objets de forme similaire. C'est l'une des théories pseudoscientifiques développées par les pyramidologues.

### Origine de l'expression
Les parapsychologues Patrick Flanagan et Max Toth s'attribuent la paternité de l'expression « pouvoirs des pyramides » dans le titre de leurs livres publiés au milieu des années 1970. Cela conduit l'éditeur de Flanagan, jaloux des ventes du livre de son concurrent, à intenter un procès contre celui de Toth pour violation de copyright, procès qui conclut que les titres de livres ne sont pas soumis au copyright.

### Découvertes des pouvoirs

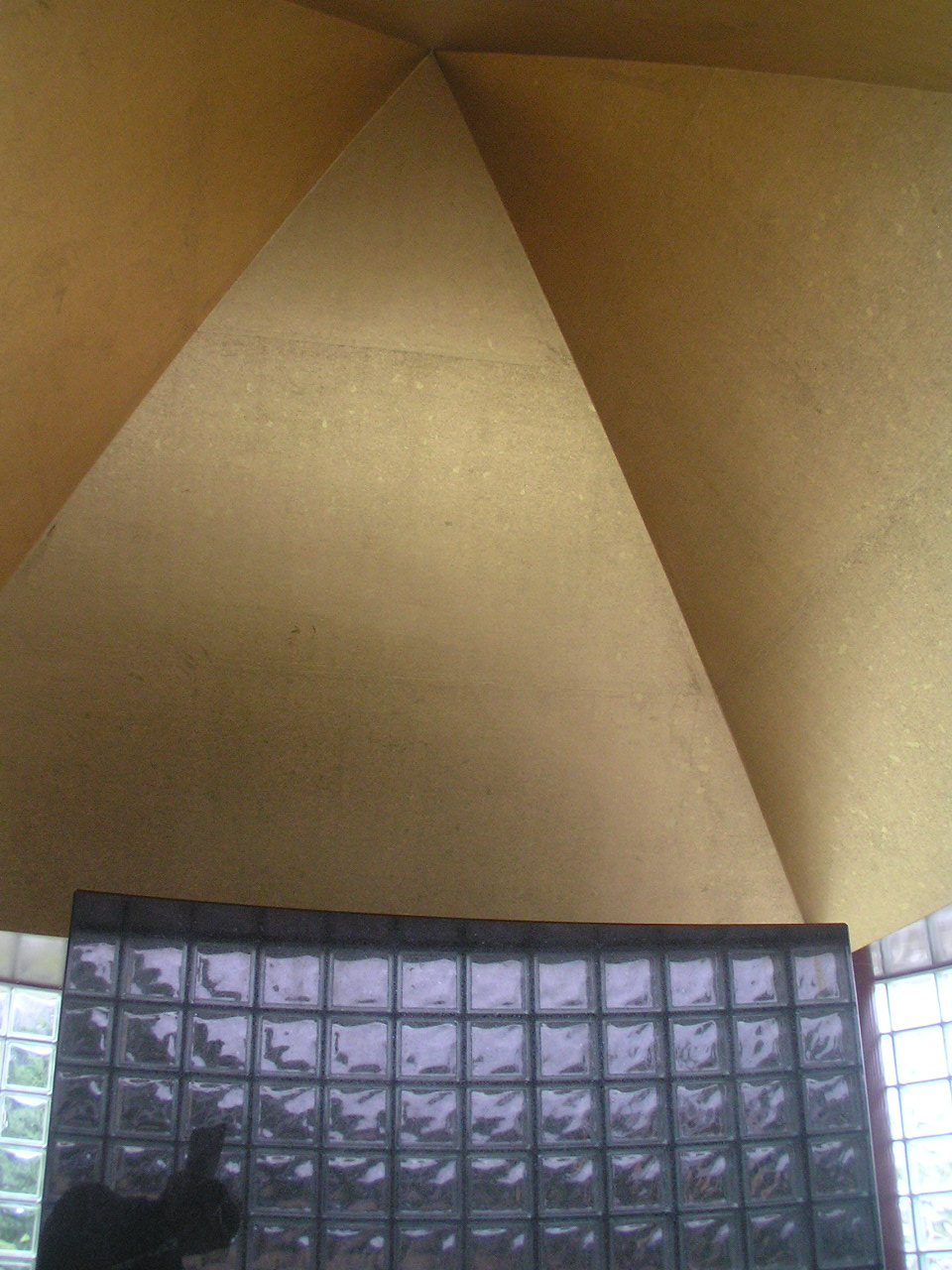
L'espace pyramidal du musée d'Okanoyama est utilisé comme salle de méditation.

Une légende veut qu'un radiesthésiste, Alfred Bovis, ait découvert en 1930 des cadavres de chats, de rats et d'autres petits animaux dans la chambre du roi de la grande pyramide, animaux probablement morts après s'être perdus dans les galeries de la pyramide et y avoir erré. Or ces animaux dans la chambre relativement humide étaient desséchés alors que ceux dans les galeries étaient décomposés. Bovis en conclut aussitôt que les proportions et l'orientation de la pyramide conféraient à cette dernière des propriétés extraordinaires telle que la momification naturelle. Cette histoire légendaire est relatée pour la première fois dans l'ouvrage Psychic Discoveries Behind the Iron Curtain (1970) des auteurs de paranormal Sheila Ostrander et  Lynn Schroeder. En réalité, Alfred Bovis n'est jamais allé en Égypte mais s'est appuyé sur l'ouvrage La Science mystérieuse des pharaons (1923) de l'abbé Théophile Moreux, directeur de l’observatoire de Bourges, pour réaliser ses expériences de radiesthésie sur des maquettes en carton de la pyramide de Khéops : introduisant un petit morceau de viande au tiers de sa hauteur (lieu de la Chambre du Roi) et un autre à l'extérieur, le premier se momifie tandis que le second pourrit selon Bovis.
D'autres théories sans fondement scientifique (comme le montrent les tests de la Toronto Society for Psychical Research)  prétendent que tout objet en forme de pyramide (simple armature ou objet plein dans lequel on place un élément ou un organisme dont on veut modifier les propriétés), orienté comme la pyramide de Khéops et quel que soit son matériau, peut accélérer la germination des graines ou stimuler la croissance des plantes, donner à l'eau du robinet un goût d'eau de source, avoir de nombreuses vertus curatives, rehausser les saveurs naturelles, redonner un lustre aux vieux bijoux, faciliter la méditation et la relaxation. Le prétendu pouvoir le plus connu des pyramides, outre celui de la momification, est d'aiguiser une lame de rasoir. L'ingénieur électronicien tchécoslovaque Karel Drbal, après avoir répété depuis 1949 les expériences de Bovis, dépose en 1959 son brevet n° 91 304 des « Pyramides de Drbal » au Bureau des inventions de Prague : ses pyramides de Khéops en modèle réduit à base de styrène sont, selon lui, des systèmes aiguiseurs de lames de rasoir (accessoirement de tout outil de coutellerie).
Le prétendu pouvoir curatif et relaxant des pyramides est utilisé par le Français Duke Lanfre, qui possède la société Pyramid Products, pour commercialiser de nombreux produits en forme de pyramide, notamment 238 000 « tentes pyramides de Khéops » (Cheops Pyramid Tents) vendues en 1975.
Ces théories pseudo-scientifiques à tendance New Age trouvent de nombreux échos dans la littérature ésotérique. Donnant pour explication la concentration dans la pyramide d'un champ d'ondes de forme généré par l'énergie cosmique, elles ne reposent sur aucun fondement scientifique.

## Dans la culture
Ces théories sont présentées à Jungfrau Park, un parc d'attractions situé à Interlaken (canton de Berne) qui présente des énigmes archéologiques en vogue chez les partisans de la théorie des anciens astronautes, les ufologues et certains complotistes.
Cinéma
- 1997 : Le Cinquième Élément, un temple égyptien est une station interstellaire.
- 2004 : Immortel, ad vitam
- 2008 : Indiana Jones et le Royaume du crâne de cristal
- 2009 : Transformers 2 : La Revanche
- 2010 : Les Aventures extraordinaires d'Adèle Blanc-Sec
- 2014 : X-Men: Apocalypse, un mutant surpuissant, dieu de l'ancienne Égypte déclenche l'apocalypse.
- 2016 : Gods of Egypt

Télévision
- 1992 : Les Mystérieuses Cités d'or.
- 1997-2014 : Stargate SG-1, le docteur Daniel Jackson émet la théorie selon laquelle la grande pyramide de Khéops a servi de base d'atterrissage pour des vaisseaux spatiaux alien de grande taille, dont la concavité répond à la convexité des pyramides.

Bande dessinée
- 1969-1974 : Monolithe vivant (Marvel Comics)